# شناور تندرو کلاس پسیفیکت
شناور تندرو کلاس پسیفیکت (به انگلیسی: PacifiCat-class ferry) یک کلاس از شناورهای تندرو غیرنظامی است که طول آن ۱۲۲٫۵ متر می‌باشد.